# Конфликт (мультфильм)
«Конфликт» — советский объёмный мультфильм студии «Союзмультфильм», снят в 1983 году на антивоенную тему. Пользовался огромным успехом, который не одобряло Госкино, считая фильм слишком пацифистским.
Идея фильма пришла Г. Бардину во сне:

«Следующий фильм мне просто приснился. Я проснулся с ощущением большого подарка. Спички, не поделившие коробок. Одни с синими головками, другие — с зелеными. Ссора переросла в ядерную войну. И сгорели все».— Г. Бардин.

## Сюжет
Герои фильма — обыкновенные спички. Ссора, вспыхнувшая из-за пустяка, перешла в настоящее сражение, в котором сгорели обе враждовавшие стороны. Заключительная сцена аллегорически показывает последствия атомной войны, а закрывающийся коробок со сгоревшими спичками символизирует гроб.

## Съёмочная группа
- Автор сценария и кинорежиссёр: Гарри Бардин
- Художник-постановщик: Николай Титов
- Кинооператор: Сергей Хлебников
- Композитор: Сергей Анашкин
- Звукооператор: Владимир Кутузов
- Монтажер: Надежда Трещёва
- Редактор: Татьяна Папорова
- Художники-мультипликаторы: Наталия Дабижа, Ирина Собинова-Кассиль, Сергей Косицын, Алла Соловьёва
- Художники-оформители: Виктор Гришин, Михаил Колтунов, Наталия Гринберг, Александр Горбачёв, Валентин Ладыгин
- Директор съёмочной группы — Григорий Хмара

В фильме использована музыка композитора Алессандро Марчелло. (Отрывок из Адажио Концерта для гобоя и струнных ре минор)

## Награды
- 1983 — Диплом участника МКФ документальных и короткометражных фильмов в Бильбао (Испания).
- 1983 — Диплом МКФ в Тампере (Финляндия).